# Información geográfica voluntaria

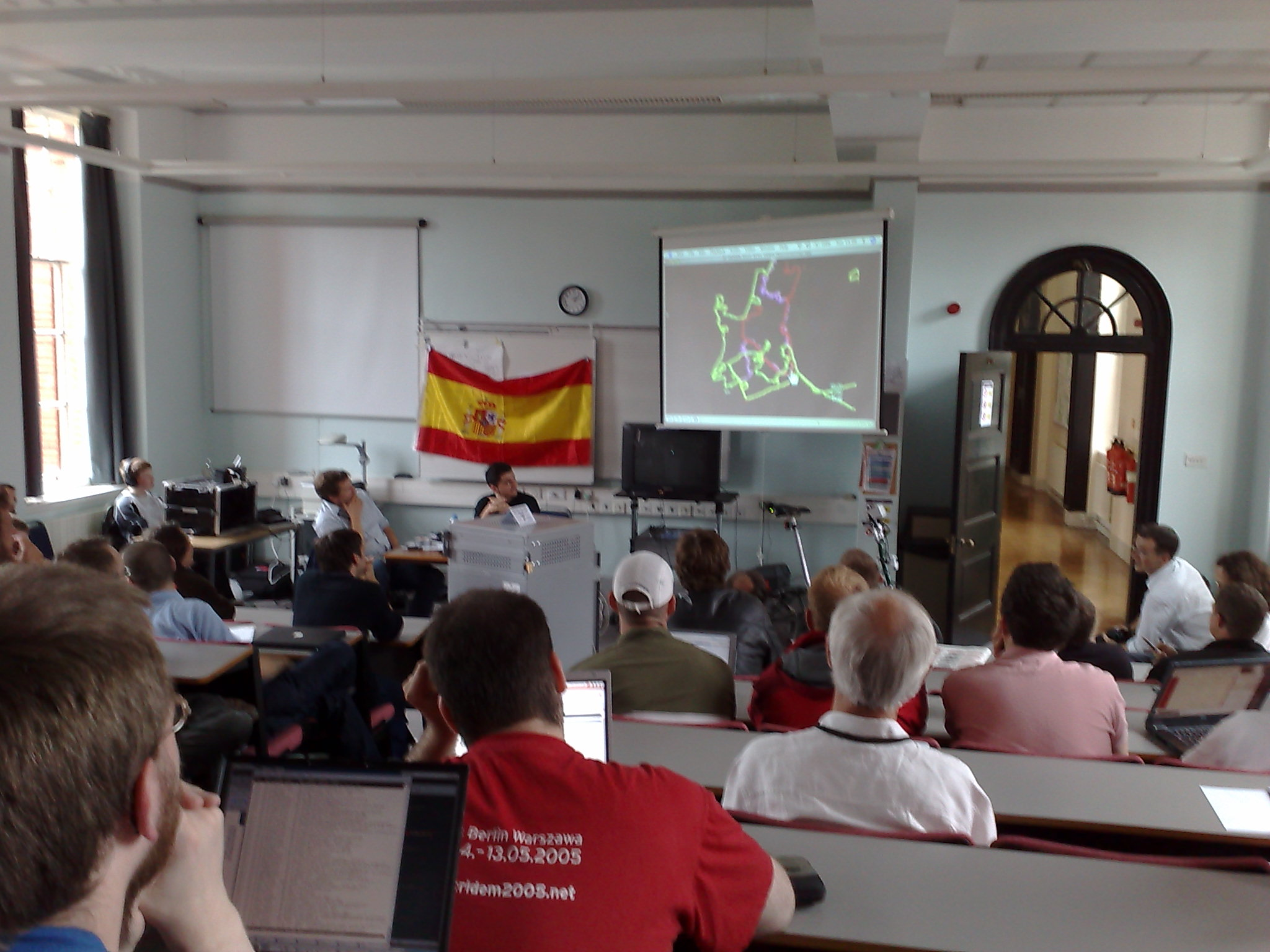
State of the Map 2007, la primera conferencia internacional sobre OpenStreetMap, llevada a cabo en Mánchester (Reino Unido).

La información geográfica voluntaria o participativa (VGI en su acrónimo inglés) es un término que define el uso que se realiza de la web con el fin de crear, reunir, difundir y compartir información geográfica proporcionada voluntariamente por personas.
Algunos ejemplos de tal fenómeno son proyectos como OpenStreetMap, Wikimapia, iNaturalist u Open Plaques. Estos sitios proporcionan herramientas que permiten a los usuarios añadir y compartir sus propios contenidos mediante la observación y georreferenciación de acontecimientos o elementos geográficos que se incluyen en sus mapas. VGI es un caso especial que se produce dentro de las principales corrientes de evolución de la denominada Web 2.0 que se están dando en la actualidad.